# 73885 Калаймудлі
73885 Калаймудлі (73885 Kalaymoodley) — астероїд головного поясу, відкритий 1 березня 1997 року.
Тіссеранів параметр щодо Юпітера — 3,416.